# Schmargendorf (Uckermark)
Schmargendorf is een plaats in de Duitse gemeente Angermünde, deelstaat Brandenburg, en telt 300 inwoners (2005).
Schmargendorf ontstond in de middeleeuwen als markgravendorp. De dorpskerk dateert uit de 13e eeuw, de kerktoren is 18e-eeuws. 
Zoals veel plaatsjes in dit gebied werd Schmargendorf tijdens de Dertigjarige Oorlog geplunderd,  op de kerk na verwoest en grotendeels uitgemoord. Tegen het eind van de 17e eeuw werd het herbevolkt door Hugenoten,  die er o.a. tabak hebben verbouwd. 
Tot op de huidige dag is de landbouw het belangrijkste middel van bestaan in dit dorp.
Zie ook onder: Angermünde.
De verre voorouders van de bekende actrice Marlene Dietrich waren uit Schmargendorf  afkomstig.